# 大戟科
大戟科，是被子植物的第七大科，属真双子叶植物金虎尾目中的一个大科，有224属大约6,400种。中國大陆有66屬370種，臺灣有25屬80種。

## 形态
- 大部分为单叶，稀为复叶的，大部分互生，少数对生；有托叶，叶子的基部或叶柄上有时具有腺体。
- 花单性，雌雄同株或异株，总状、圆锥花序，或为杯状聚伞花序，花被两轮，各轮3～5枚，大多数不具花瓣，或全无花被；雄蕊从1个到10个以上不等，分离或合生；子房上位，通常3室；花盘发达，环状、杯状或分裂成腺体状，无花盘的稀少。
- 果实多为蒴果，成熟时分裂成3瓣，也有不开裂的浆果或核果；种子有丰富的胚乳。

## 分类
大戟科原來包含非常廣泛的植物，但在重新分類後，很多原屬大戟科的植物被重新分配到葉下珠科及其他科裡。
大戟亚科的种类有杯状的聚伞花序，外表看像一朵花，实际是由一朵雌花和外围的多朵雄花组成的，单个花没有花瓣，外边包围着杯状的苞片。

## 下级分类
- 铁苋菜亚科 Acalyphoideae
- 巴豆亚科 Crotonoideae
- 大戟亚科 Euphorbioideae

## 分布
广泛分布在全世界，主要生长在热带地区，尤其是中南半岛和热带美洲种类最多，在热带非洲也有许多种。大部分为草本，但生长在热带地区的种类有许多是灌木或乔木，也有类似仙人掌或石楠的肉质型的种类。中国有61属大约360种，主要生长在长江以南地区。

## 用途
巴豆亚科和大戟亚科的种类都含有乳汁，大戟亚科的乳汁有毒，巴豆亚科的无毒，有许多种类有毒，可以制农药。重要的经济种包括橡胶树、油桐、蓖麻、木薯、巴豆以及作为观赏花卉的一品红等。近年來，桐油樹的油亦被用以製造生物柴油。

## 图片

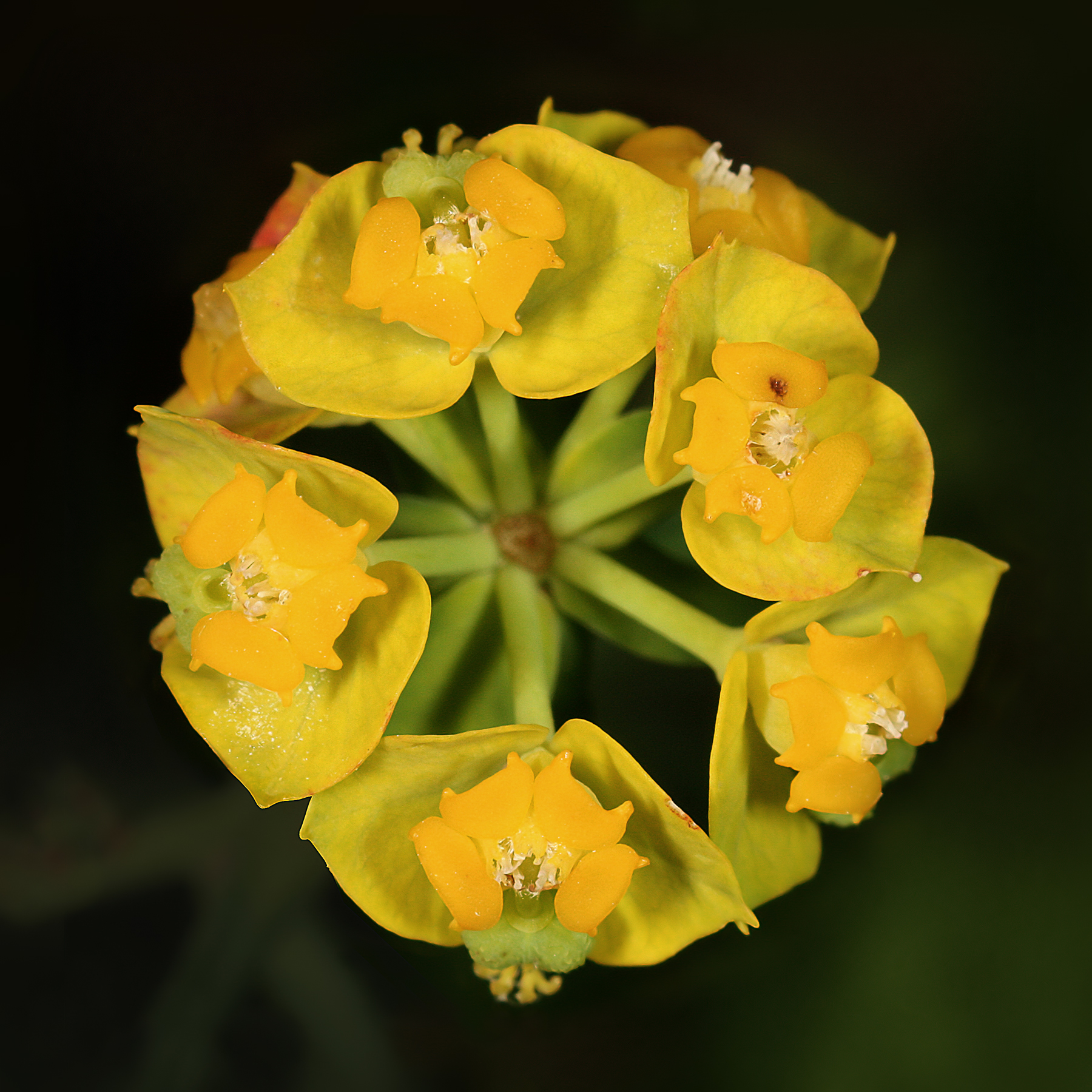
大戟科大戟属的欧洲柏大戟（Euphorbia cyparissias）
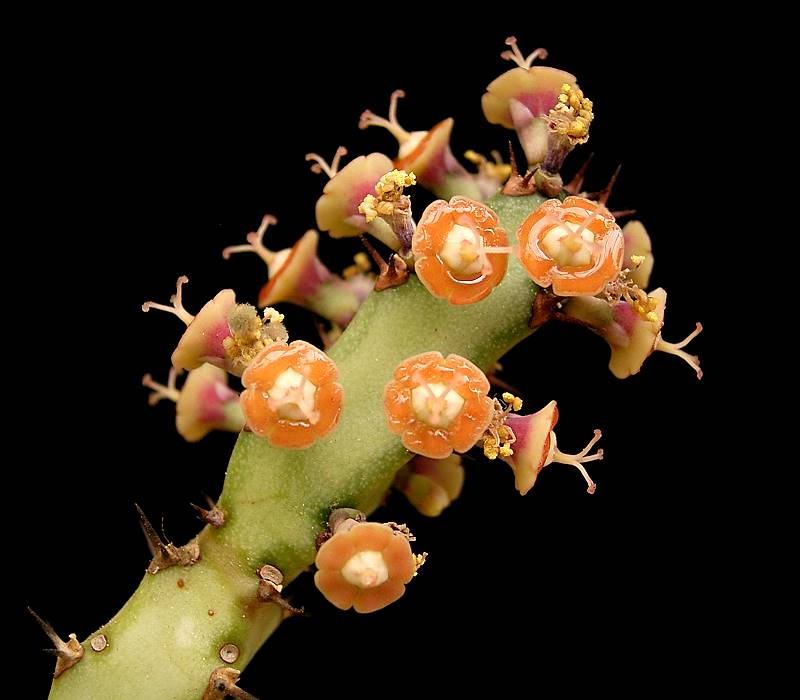
一种大戟科植物的花序

## 註解
1. ↑  「戟」，拼音：，注音：，音同「己」

## 參看
- 国际大戟科学会（英语：International Euphorbia Society）

## 外部連結
- 大戟科 Euphorbiaceae（页面存档备份，存于） 藥用植物圖像數據庫 (香港浸會大學中醫藥學院) （中文）（英文）